# Jeff Green
Jeffrey "Jeff" Lynn Green (Cheverly, 28 de agosto de 1986) é um jogador norte-americano de basquete profissional que atualmente joga no Houston Rockets da National Basketball Association (NBA).
Ele jogou três temporadas de basquete universitário pela Universidade de Georgetown e foi selecionado pelo Boston Celtics com a 5ª escolha geral no Draft da NBA de 2007. Ele foi posteriormente negociado com o Seattle SuperSonics (agora conhecido como Oklahoma City Thunder). 
Green também jogou pelo Memphis Grizzlies, Los Angeles Clippers, Orlando Magic, Cleveland Cavaliers, Washington Wizards, Houston Rockets e Brooklyn Nets.

## Carreira universitária

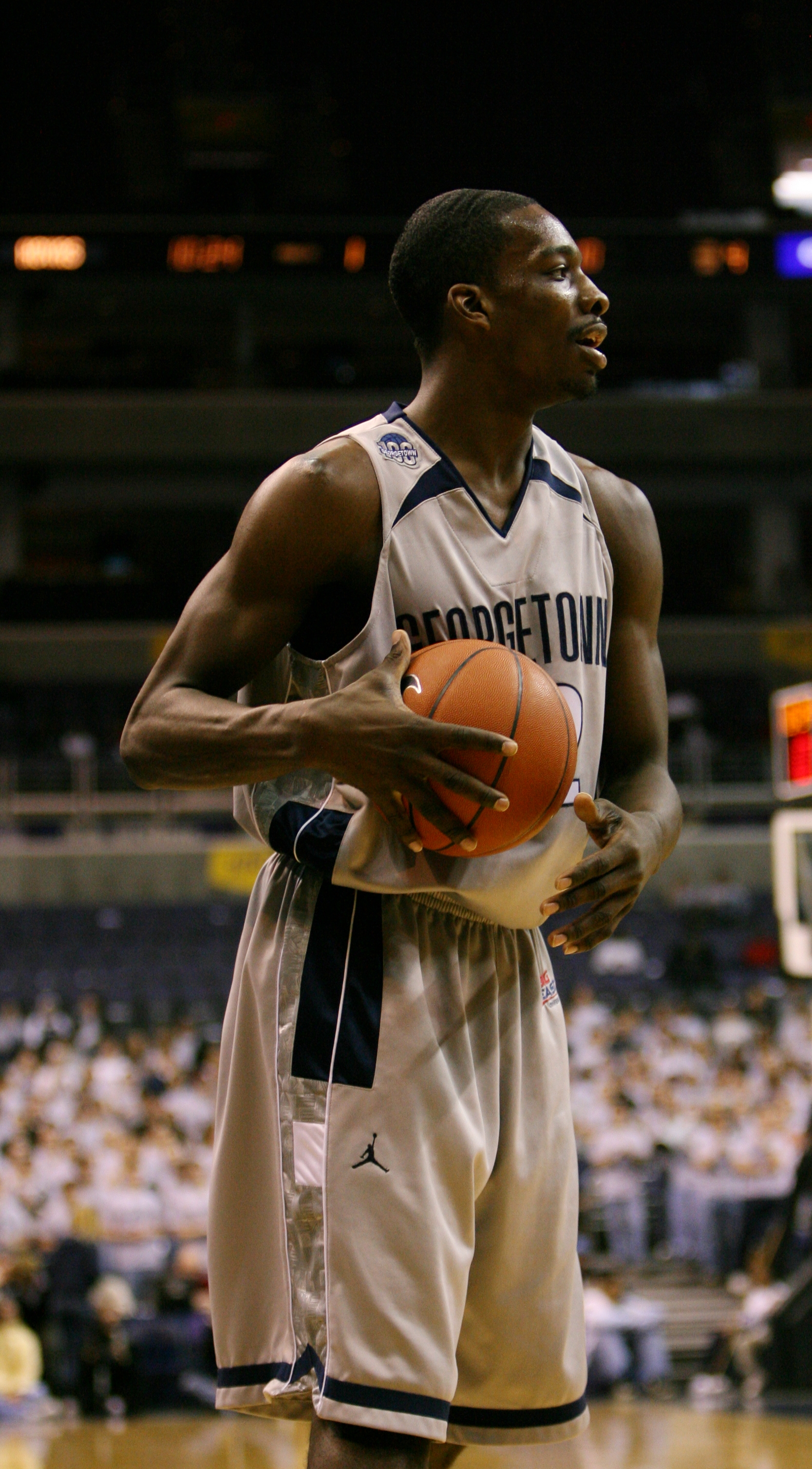
Green com os Hoyas em dezembro de 2006

Filho de Jeffrey Green Sr. e Felicia Akingube, Green nasceu em Cheverly, Maryland. Ele frequentou a Northwestern High School em Hyattsville, Maryland, onde liderou o NHS Wildcats para o título estadual em 2004.
Green foi recrutado para a Universidade de Georgetown pelo treinador Craig Esherick em 2003. Esherick foi demitido antes de Green chegar ao campus e John Thompson III foi contratado como o novo treinador. Os dois principais recrutas do mandato de Esherick, Green e Roy Hibbert, foram os principais componentes do sucesso futuro de Thompson. Thompson declarou em uma entrevista à Sports Illustrated: "Você vai parar e pensar quando eu disser isso, mas é verdade: Jeff Green é o jogador mais inteligente que já treinei. Você sabe disso melhor do que a maioria: isso é uma declaração e tanto."
Green ganhou o Prêmio de Novato do Ano da Big East em 2005, juntamente com Rudy Gay, da Universidade de Connecticut. Ele foi nomeado para a Segunda-Equipe da Big East em 2006, juntamente com o companheiro de equipe Roy Hibbert. 
Em 2007, Green foi eleito o Jogador do Ano da Big East. Ele e Hibbert foram seleções unânimes para a Primeira-Equipe da Big East. Após seu desempenho de 30 pontos na semifinal do Torneio da Big East de 2007 contra Notre Dame e seu desempenho de 21 pontos na final do torneio contra Pittsburgh, Green foi eleito o MVP do Torneio, já que os Hoyas conquistaram seu primeiro título da Big East desde 1989. Ele levou os Hoyas à Final Four do Torneio da NCAA de 2007, vencendo Belmont e Boston College nas duas primeiras rodadas. Os Hoyas acabaram perdendo para Greg Oden e Ohio State, encerrando sua notável corrida pelo título, assim como a carreira de jogador universitário de Green, já que ele optou por abandonar seu último ano e entrar no draft da NBA. Green passou os quatro verões seguintes tendo aulas em Georgetown e se formou em 2012 com um diploma em inglês e especialização em teologia.

## Carreira profissional

### Seattle SuperSonics / Oklahoma City Thunder (2007–2011)
Em 28 de junho de 2007, Green foi selecionado como a quinta escolha geral no draft da NBA de 2007 pelo Boston Celtics. Mais tarde, ele foi negociado, junto com Wally Szczerbiak e Delonte West, com o Seattle SuperSonics em troca de Ray Allen e Glen Davis.
Em 6 de abril de 2008, Green marcou 35 pontos, o recorde de sua carreira, contra o Denver Nuggets. Ele foi selecionado para a Primeira-Equipe de Novatos da NBA após ter médias de 10,5 pontos, 4,7 rebotes e 1,5 assistências em 80 jogos.
Os Sonics foram transferidos para Oklahoma City antes do início da temporada de 2008-09, tornando-se o Thunder. Em janeiro de 2009, Green fez a cesta da vitória pela primeira vez, levando o Thunder a uma vitória por 122-121 sobre o Golden State Warriors.
Na temporada de 2009-10, Green foi titular em todos os 82 jogos e teve médias de 15.1 pontos, 6.0 rebotes e 1.6 assistências. Em 1º de dezembro de 2010, ele estabeleceu um novo recorde de pontos na carreira com 37 pontos contra o New Jersey Nets.

### Boston Celtics (2011–2015)

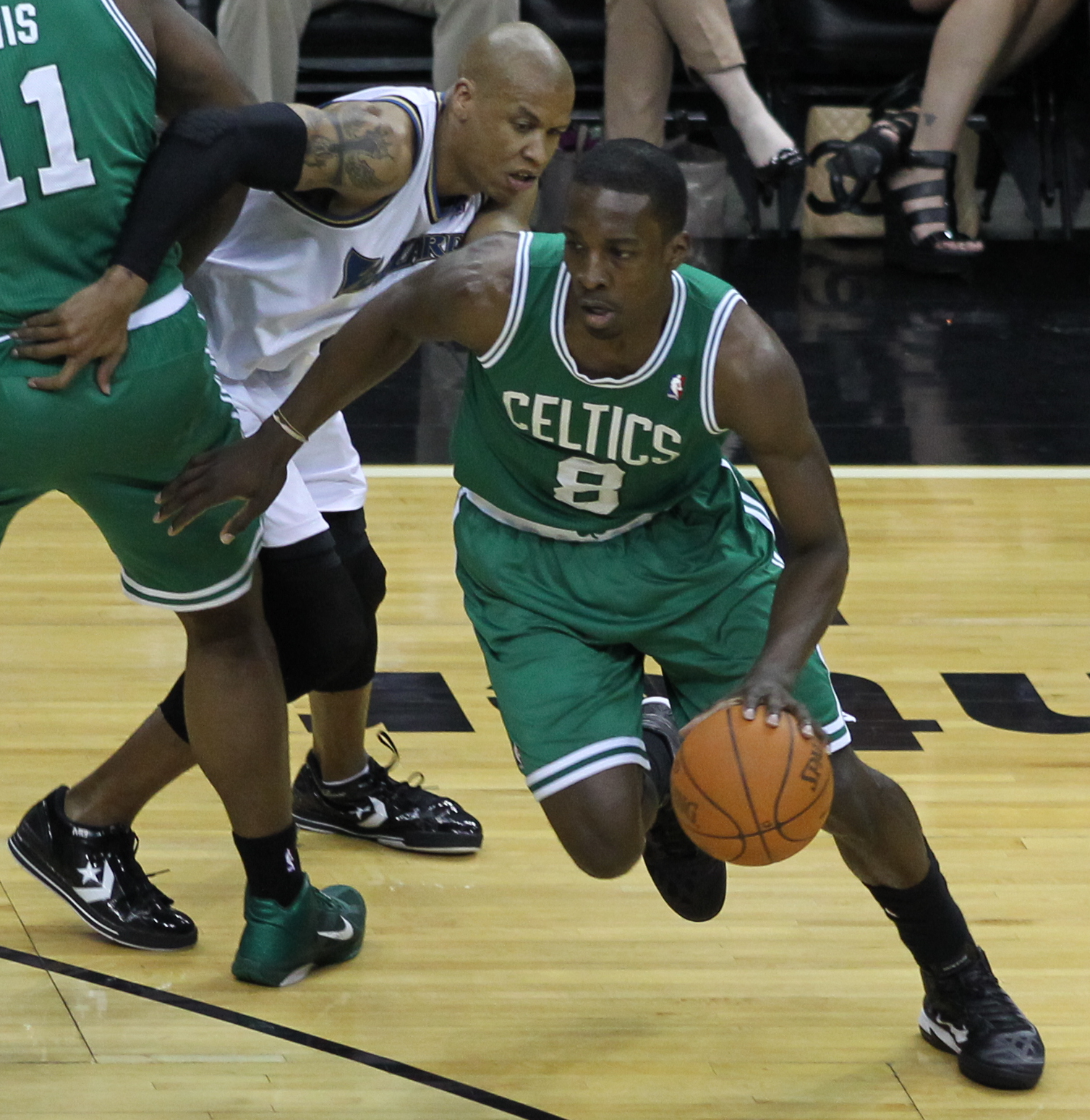
Green pelos Celtics em abril de 2011

Em 24 de fevereiro de 2011, Green foi negociado, junto com Nenad Krstić e uma escolha de primeira rodada do draft de 2012, para o Boston Celtics em troca de Kendrick Perkins e Nate Robinson.
Em 11 de abril de 2011, Green registrou um duplo-duplo de 20 pontos e 15 rebotes em sua primeira partida como titular dos Celtics contra o Washington Wizards.
Em 10 de dezembro de 2011, após a conclusão da greve da NBA, Green assinou um contrato de 1 ano e US$9 milhões com os Celtics. Oito dias depois, seu contrato foi suspenso pelos Celtics depois que um exame físico detectou um aneurisma aórtico. Posteriormente, ele foi submetido a uma cirurgia cardíaca em janeiro de 2012 e perdeu toda a temporada de 2011-12. O ex-companheiro de equipe, Kevin Durant, dedicou sua temporada a ele. Green usou seu tempo ocioso não apenas para se recuperar da cirurgia, mas para concluir seu curso em Georgetown, graduando-se em maio de 2012 com uma licenciatura em inglês e especialização em teologia.
Em 22 de agosto de 2012, Green assinou um contrato de 4 anos e US$35.2 milhões com os Celtics. Em 18 de março de 2013, Green marcou 43 pontos, o recorde de sua carreira, na derrota por 105-103 para o Miami Heat. Em 3 de abril de 2013, ele marcou 34 pontos contra o Detroit Pistons.

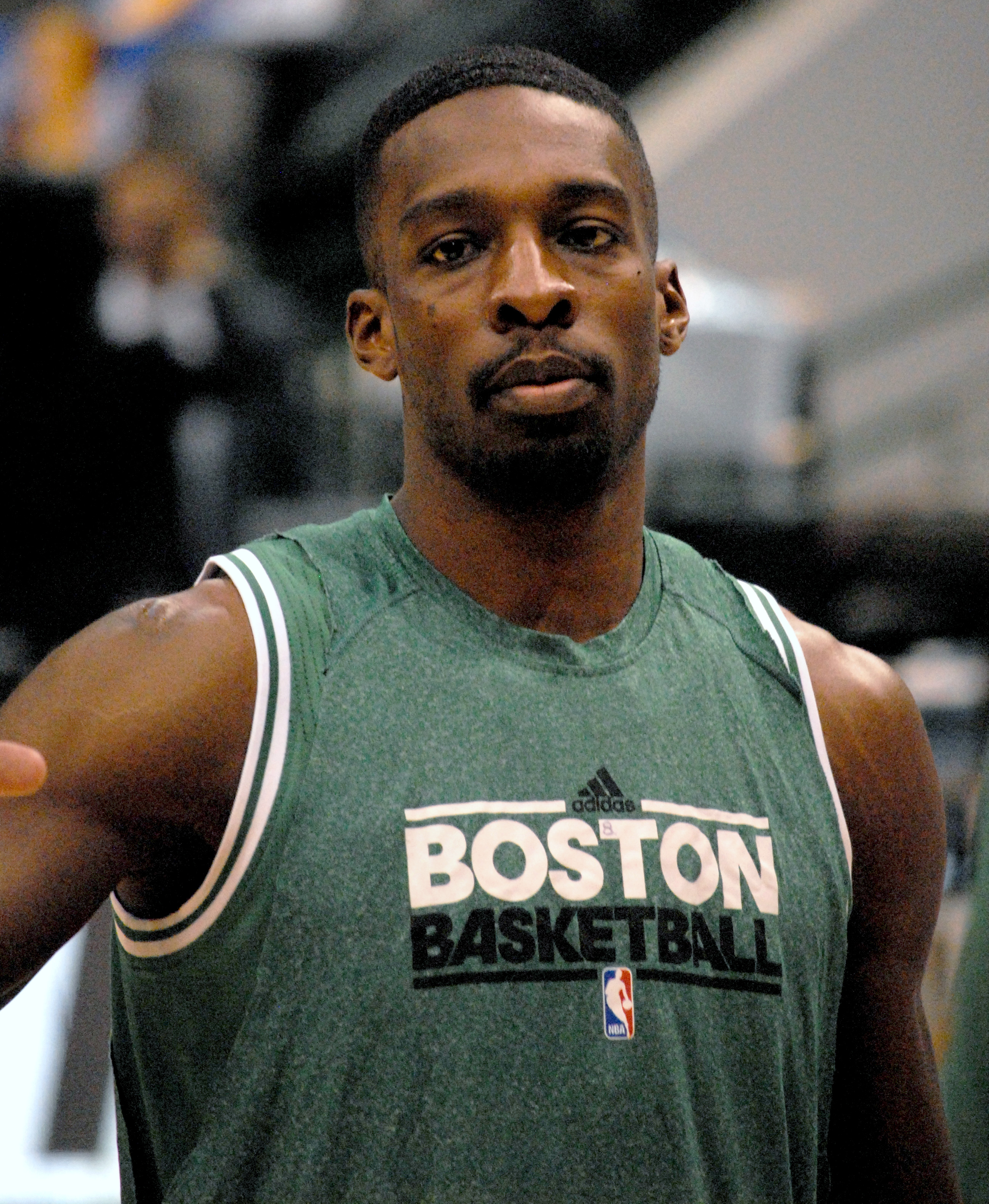
Green pelos Celtics em março de 2013

Na temporada de 2013-14, Green foi titular em todos os 82 jogos pelos Celtics após a saída de Paul Pierce e Kevin Garnett. Posteriormente, ele teve a melhor temporada de sua carreira com média de 16,9 pontos. Em 22 de janeiro, ele marcou 39 pontos contra os Wizards. Em 16 de março, contra o New Orleans Pelicans, ele fez um segundo jogo de 39 pontos.
Nos primeiros dois meses da temporada de 2014-15, Green teve média de 17,6 pontos, a melhor da sua carreira.

### Memphis Grizzlies (2015–2016)
Em 12 de janeiro de 2015, Green foi negociado com o Memphis Grizzlies em um acordo de três equipes que também envolveu o New Orleans Pelicans.
Dois dias depois, ele fez sua estreia pelos Grizzlies e registrou 10 pontos e 3 rebotes na vitória por 103-92 sobre o Brooklyn Nets. Em 18 de junho de 2015, Green exerceu sua opção de renovação com os Grizzlies para a temporada de 2015-16.
Em 13 de dezembro de 2015, Green marcou 26 pontos na derrota para o Miami Heat. Em 25 de janeiro de 2016, ele marcou 30 pontos em uma vitória por 108-102 na prorrogação sobre o Orlando Magic.

### Los Angeles Clippers (2016)
Em 18 de fevereiro de 2016, Green foi negociado com o Los Angeles Clippers em troca de Lance Stephenson e uma futura escolha de primeira rodada de 2019.
Dois dias depois, ele fez sua estreia pelo Clippers na derrota por 115-112 para o Golden State Warriors, registrando cinco pontos, dois rebotes e uma assistência em 20 minutos. Em 26 de fevereiro, ele fez seu primeiro jogo como titular pelos Clippers, marcando 22 pontos em 31 minutos na vitória por 117–107 sobre o Sacramento Kings.

### Orlando Magic (2016–2017)
Em 7 de julho de 2016, Green assinou um contrato de 1 ano e US$15 milhões com o Orlando Magic.
Ele fez sua estreia pelo Magic na abertura da temporada em 26 de outubro de 2016, marcando sete pontos em uma derrota por 108-96 para o Miami Heat. 
Em 5 de abril de 2017, ele foi desligado pelo resto da temporada devido a dores na parte inferior das costas que o atormentaram ao longo da temporada.

### Cleveland Cavaliers (2017–2018)
Em 11 de julho de 2017, Green assinou um contrato de 1 ano e US$2.3 milhões com o Cleveland Cavaliers.
Em 27 de maio de 2018, Green marcou 19 pontos e ajudou os Cavaliers a derrotar os Celtics no Jogo 7 das Finais da Conferência Leste. Os Cavaliers chegaram às finais da NBA de 2018, onde foram derrotados em quatro jogos pelo Golden State Warriors.

### Washington Wizards (2018–2019)

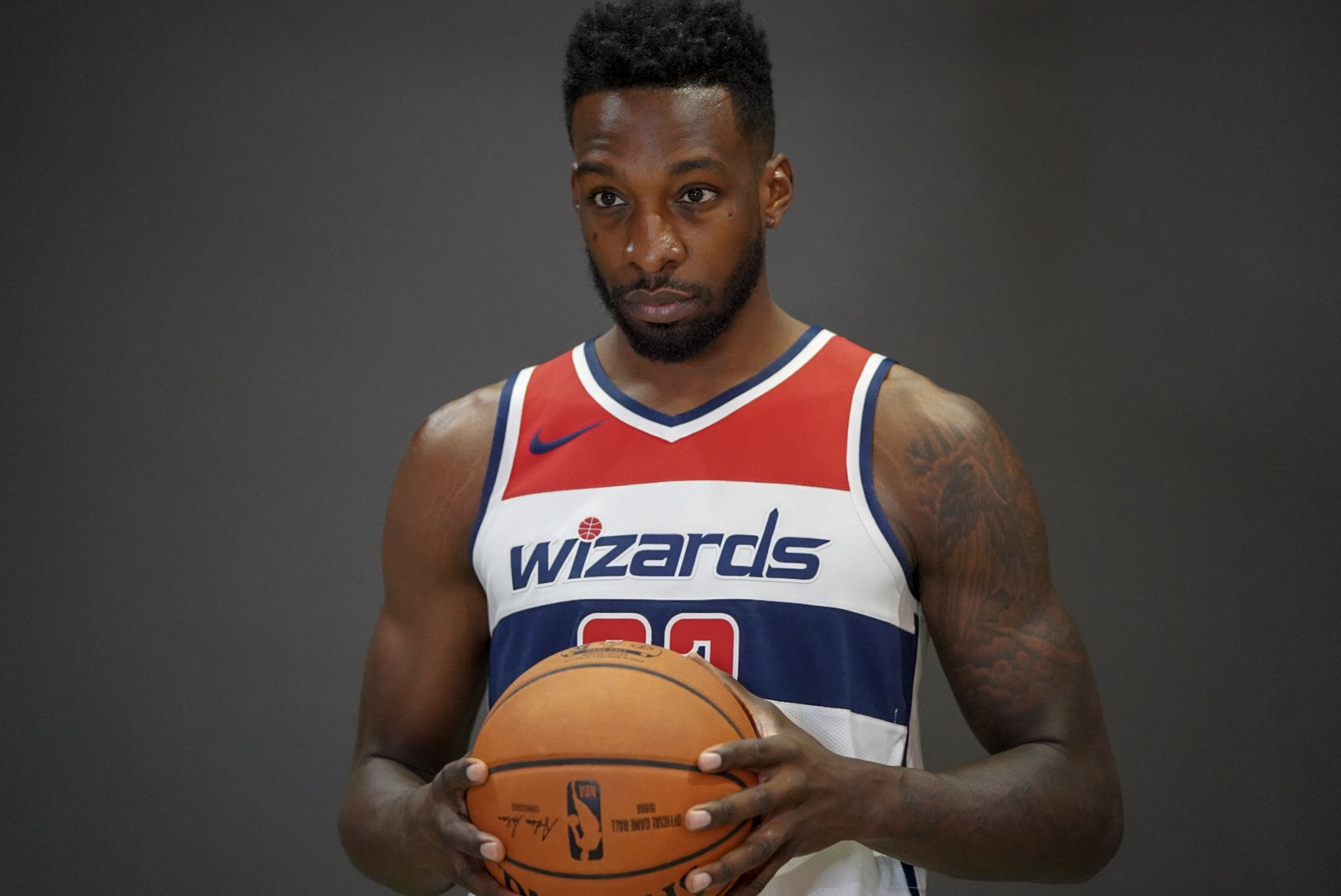
Jeff Green em 2018.

Em 10 de julho de 2018, Green assinou um contrato de 1 ano e US$2.3 milhões com o time de sua cidade natal, o Washington Wizards.

### Utah Jazz (2019)
Em 20 de julho de 2019, Green assinou um contrato de 1 ano e US$2.5 milhões com o Utah Jazz. Em 24 de dezembro, o Jazz dispensou Green.

### Houston Rockets (2020)
Em 18 de fevereiro de 2020, Green assinou um contrato de 10 dias com o Houston Rockets.
Em 28 de fevereiro de 2020, os Rockets anunciou que havia contratado Green para o restante da temporada. A assinatura reuniu Green com os ex-companheiros do Thunder, James Harden, Russell Westbrook e Thabo Sefolosha.

### Brooklyn Nets (2020–2021)
Em 23 de novembro de 2020, Green assinou um contrato de 1 ano e US$2.5 milhões com o Brooklyn Nets, reunindo-se com o ex-companheiro de Sonics e Thunder, Kevin Durant.
Em 15 de junho, no Jogo 5 da semifinal da Conferência Leste contra o Milwaukee Bucks, Green marcou 27 pontos, ajudando a liderar o Nets à vitória.

### Denver Nuggets (2021–Presente)
Em 12 de agosto de 2021, Green assinou um contrato de 2 anos e US$9 milhões com o Denver Nuggets.

## Estatísticas da carreira

### NBA

#### Temporada regular
| Ano      | Equipe        | PJ    | PT  | MPJ  | AP   | 3P   | LL   | RT  | AS  | BR  | TO | PPJ  |
| -------- | ------------- | ----- | --- | ---- | ---- | ---- | ---- | --- | --- | --- | -- | ---- |
| 2007–08  | Seattle       | 80    | 52  | 28.2 | .427 | .276 | .744 | 4.7 | 1.5 | .6  | .6 | 10.5 |
| 2008–09  | Oklahoma City | 78    | 77  | 36.8 | .446 | .389 | .788 | 6.6 | 2.0 | 1.0 | .4 | 16.5 |
| 2009–10  | Oklahoma City | 82    | 82  | 37.1 | .453 | .333 | .740 | 6.0 | 1.6 | 1.3 | .9 | 15.1 |
| 2010–11  | Oklahoma City | 49    | 49  | 37.0 | .437 | .304 | .818 | 5.6 | 1.8 | .8  | .4 | 15.2 |
| 2010–11  | Boston        | 26    | 2   | 23.4 | .485 | .296 | .794 | 3.3 | .7  | .5  | .6 | 9.8  |
| 2012–13  | Boston        | 81    | 17  | 27.8 | .467 | .385 | .808 | 3.9 | 1.6 | .7  | .8 | 12.8 |
| 2013–14  | Boston        | 82    | 82  | 34.2 | .412 | .341 | .795 | 4.6 | 1.7 | .7  | .6 | 16.9 |
| 2014–15  | Boston        | 33    | 33  | 33.1 | .434 | .305 | .840 | 4.3 | 1.6 | .8  | .4 | 17.6 |
| 2014–15  | Memphis       | 45    | 37  | 30.2 | .427 | .362 | .825 | 4.2 | 1.8 | .6  | .5 | 13.1 |
| 2015–16  | Memphis       | 53    | 31  | 29.1 | .431 | .309 | .800 | 4.5 | 1.8 | .8  | .4 | 12.2 |
| 2015–16  | L.A. Clippers | 27    | 10  | 26.3 | .427 | .325 | .615 | 3.4 | 1.5 | .7  | .8 | 10.9 |
| 2016–17  | Orlando       | 69    | 11  | 22.2 | .394 | .275 | .863 | 3.1 | 1.2 | .5  | .2 | 9.2  |
| 2017–18  | Cleveland     | 78    | 13  | 23.4 | .477 | .312 | .868 | 3.2 | 1.3 | .5  | .4 | 10.8 |
| 2018–19  | Washington    | 77    | 44  | 27.2 | .475 | .347 | .888 | 4.0 | 1.8 | .6  | .5 | 12.3 |
| 2019–20  | Utah          | 30    | 2   | 18.4 | .385 | .327 | .778 | 2.7 | .7  | .4  | .3 | 7.8  |
| 2019–20  | Houston       | 18    | 2   | 22.6 | .564 | .354 | .857 | 2.9 | 1.7 | .8  | .5 | 12.2 |
| 2020–21  | Brooklyn      | 68    | 38  | 27.0 | .492 | .412 | .776 | 3.9 | 1.6 | .5  | .4 | 11.0 |
| 2021–22  | Denver        | 75    | 63  | 24.7 | .524 | .315 | .833 | 3.1 | 1.3 | .4  | .4 | 10.3 |
| Carreira | Carreira      | 1.051 | 645 | 28.2 | .453 | .331 | .801 | 4.1 | 1.5 | .6  | .5 | 12.4 |

#### Playoffs
| Ano      | Equipe        | PJ | PT | MPJ  | AP   | 3P   | LL   | RT  | AS  | BR  | TO | PPJ  |
| -------- | ------------- | -- | -- | ---- | ---- | ---- | ---- | --- | --- | --- | -- | ---- |
| 2010     | Oklahoma City | 6  | 6  | 37.3 | .329 | .296 | .850 | 4.7 | 1.7 | .7  | .5 | 11.8 |
| 2011     | Boston        | 9  | 0  | 19.2 | .434 | .438 | .722 | 2.7 | .2  | .6  | .4 | 7.3  |
| 2013     | Boston        | 6  | 6  | 43.0 | .435 | .455 | .844 | 5.3 | 2.3 | .3  | .7 | 20.3 |
| 2015     | Memphis       | 11 | 2  | 27.0 | .333 | .222 | .846 | 4.7 | 1.7 | .5  | .5 | 8.9  |
| 2016     | L.A. Clippers | 6  | 1  | 26.5 | .457 | .400 | .600 | 3.2 | .7  | 1.0 | .3 | 10.2 |
| 2018     | Cleveland     | 22 | 2  | 23.8 | .408 | .300 | .717 | 2.4 | 1.5 | .3  | .7 | 7.7  |
| 2020     | Houston       | 12 | 0  | 28.4 | .495 | .426 | .824 | 5.0 | 1.6 | .5  | .5 | 11.6 |
| 2021     | Brooklyn      | 6  | 1  | 24.7 | .485 | .556 | .875 | 2.8 | 1.7 | .5  | .3 | 8.2  |
| 2022     | Denver        | 5  | 5  | 22.6 | .353 | .375 | .800 | 3.6 | .4  | .6  | .4 | 3.8  |
| Carreira | Carreira      | 83 | 23 | 28.0 | .414 | .385 | .786 | 3.8 | 1.3 | .5  | .4 | 9.9  |

### Universitário
| Ano      | Equipe     | PJ  | PT  | MPJ  | AP   | 3P   | LL   | RT  | AS  | BR  | TO  | PPJ  |
| -------- | ---------- | --- | --- | ---- | ---- | ---- | ---- | --- | --- | --- | --- | ---- |
| 2004-05  | Georgetown | 32  | 32  | 33.8 | .502 | .400 | .699 | 6.6 | 2.9 | 1.0 | 1.6 | 13.1 |
| 2005-06  | Georgetown | 33  | 33  | 32.5 | .445 | .315 | .624 | 6.5 | 3.3 | .9  | 1.0 | 11.9 |
| 2006-07  | Georgetown | 37  | 37  | 33.3 | .513 | .375 | .775 | 6.4 | 3.2 | .8  | 1.2 | 14.3 |
| Carreira | Carreira   | 102 | 102 | 33.1 | .486 | .363 | .699 | 6.5 | 3.1 | .9  | 1.2 | 13.1 |

Fonte:

## Prêmios e Homenagens
NBA
- Campeão da NBA: 2023